# Ван-Бьюрен (округ, Арканзас)
Ван-Бью́рен (англ. Van Buren County) — округ, расположенный в штате Арканзас, США с населением в 16 192 человек по статистическим данным переписи 2000 года. Столица округа находится в городе Клинтон.
Округ Ван-Бьюрен был образован 11 ноября 1833 года и получил своё название в честь восьмого президента США Мартина Ван Бюрена.
В округе действует запрет на оборот алкогольной продукции, поэтому Ван-Бьюрен входит в список так называемых «сухих» округов страны.

## География
По данным Бюро переписи населения США округ Ван-Бьюрен имеет общую площадь в 1875 квадратных километров, из которых 1844 кв. километров занимает земля и 34 кв. километров — вода. Площадь водных ресурсов округа составляет 1,77 % от всей его площади.

### Соседние округа
- Серси — север
- Стон — северо-восток
- Клиберн — восток
- Фолкнер — юго-восток
- Конуэй — юго-запад
- Поп — запад

## Демография
По данным переписи населения 2000 года в округе Ван-Бьюрен проживало 16 192 человек, 4 804 семей, насчитывалось 6 825 домашних хозяйств и 9 164 жилых домов. Средняя плотность населения составляла 5 человек на один квадратный километр. Расовый состав округа по данным переписи распределился следующим образом: 96,79 % белых, 0,31 % чёрных или афроамериканцев, 0,75 % коренных американцев, 0,25 % азиатов, 0,04 % выходцев с тихоокеанских островов, 1,48 % смешанных рас, 0,37 % — других народностей. Испано- и латиноамериканцы составили от всех жителей округа.
Из 6 825 домашних хозяйств в 25,20 % — воспитывали детей в возрасте до 18 лет, 59,10 % представляли собой совместно проживающие супружеские пары, в 7,70 % семей женщины проживали без мужей, 29,60 % не имели семей. 26,40 % от общего числа семей на момент переписи жили самостоятельно, при этом 14,40 % составили одинокие пожилые люди в возрасте 65 лет и старше. Средний размер домашнего хозяйства составил 2,33 человек, а средний размер семьи — 2,79 человек.
Население округа по возрастному диапазону по данным переписи 2000 года распределилось следующим образом: 21,50 % — жители младше 18 лет, 6,60 % — между 18 и 24 годами, 23,00 % — от 25 до 44 лет, 25,50 % — от 45 до 64 лет и 23,30 % — в возрасте 65 лет и старше. Средний возраст жителей округа составил 44 года. На каждые 100 женщин в округе приходилось 96,70 мужчин, при этом на каждых сто женщин 18 лет и старше приходилось 93,00 мужчин также старше 18 лет.
Средний доход на одно домашнее хозяйство в округе составил 27 004 долларов США, а средний доход на одну семью в округе — 32 284 долларов. При этом мужчины имели средний доход в 25 821 долларов США в год против 18 862 долларов США среднегодового дохода у женщин. Доход на душу населения в округе составил 16 603 долларов США в год. 11,60 % от всего числа семей в округе и 15,40 % от всей численности населения находилось на момент переписи населения за чертой бедности, при этом 21,90 % из них были моложе 18 лет и 10,60 % — в возрасте 65 лет и старше.

## Главные автодороги
- AR 9
- AR 16
- AR 92
- AR 95

## Населённые пункты

### Города
- Клинтон
- Дамаскус
- Фэрфилд-Бей
- Шерли

### Неинкорпорированные сообщества
| - Алрид - Арчи-Валли - Остин - Би-Бранч - Боткинберг - Чаймс - Чокто | - Чокто-Пайнс - Клод - Коупленд - Крабтри - Калпеппер - Дабни - Деннард | - Эглентин - Эльба - Фэрбенкс - Формоса - Грейвсвилл - Грейвел-Хилл - Грин-Три | - Халф-Мун - Моргантон - Олд-Боткинберг - Палисейдс - Пи-Ди - Плант - Плезант-Гров | - Раббит-Ридж - Рекс - Роки-Хилл - Румли - Руперт - Скотленд - Саутсайд | - Стампто - Салфер-Спрингс - Уолнат-Гров - Уипл - Вудлам - Зайон-Хилл |